# مسجد کرسی
مسجد کُرسی یکی از ۹ باب مسجد روستای بیجگان بوده که از بناهای تاریخی و زیبای شهرستان دلیجان محسوب می‌شود. مسجد از بناهای دوره صفویه بوده که دارای طول ۱۴ و عرض ۱۰ متر بوده و سقفی تیرپوش می‌باشد. درون طاقچه‌ای در مسجد، لوح سنگی به چشم می‌خورد که بر روی آن به خط ثلث، تاریخ بهره‌برداری مسجد، شعبان ۹۶۲ و توسط خواجه محم بن شیخ بیجقانی حجاری ذکر شده است.